# Eurylister sincerus
Eurylister sincerus är en skalbaggsart som först beskrevs av Schmidt 1892.  Eurylister sincerus ingår i släktet Eurylister och familjen stumpbaggar. Inga underarter finns listade i Catalogue of Life.